# Aleš Opatrný (jezdec)
Aleš Opatrný (* 18. září 1981 Hořovice) je český parkurový jezdec, několikanásobný mistr České republiky[zdroj⁠?!] a mistr Evropy mladých jezdců.

## Životopis
Aleš Opatrný se narodil v jezdecké rodině. Svou jezdeckou kariéru začal na statku svých rodičů v Hořovicích. Na začátku své jezdecké kariéry se účastnil i soutěží všestrannosti, ale později se stal čistě parkurovým jezdcem.
Opatrného od dětství a jeho koně trénuje jeho otec, trojnásobný mistr republiky v jezdecké všestrannosti.
V roce 2000 Opatrný poprvé vyhrál titul seniorského mistra republiky a v srpnu se stal po mnoha letech prvním českým jezdcem, který zvítězil na mistrovství Evropy – v kategorii mladých jezdců (do 21 let) obsadil první místo v Hartpury v Anglii. Svého úspěchu dosáhl v sedle Kris Kentaura, který byl ale záhy majitelem prodán.
Další vývoj jeho výsledků souvisel hlavně s tím, jaké koně měl k dispozici, přesto pravidelně dokazoval svou na české poměry vysoce nadprůměrnou výkonnost. Vítězství v mistrovství republiky zopakoval třikrát za sebou (v letech 2001 až 2003 – vždy v sedle Silvia).
Dvakrát (v letech 2003 a 2005) se kvalifikoval jako jeden z nejlepších jezdců střední a východní Evropy do finále světového poháru.
Před Světovými jezdeckými hrami 2006 získal od majitele koně možnost sedlat Cartouche, ale neprošel veterinární kontrolou a v Cáchách nakonec nestartoval. Na mistrovství republiky v následujícím roce získal s Cartouchem pátý titul a probojoval se do druhého kola mistrovství Evropy.
Do srpna 2007 (včetně) vyhrál tři Velké ceny. V prosinci 2012 získal ocenění Rolex One To Watch. Tuto cenu uděluje mezinárodní jezdecká federace za výrazný posun v žebříčku jezdců. Dále si připsal další vítězství a úspěchy na mezinárodních závodech (CSIO5* Falsterbo 2016,CSI2* W Pezinok 2017, ) i na českých kolbištích. Český reprezentant se účastní soutěží Global Champions League, kde startuje za tým Prague Lions.
Opatrný působí na statku svého otce Václava Opatrného v Hořovicích, který reprezentuje i jeho sestra Jitka.